# Cattedrale di Santa Maria Assunta (Sora)
La cattedrale di Santa Maria Assunta è un edificio religioso nel centro storico della città di Sora.
È situata in piazza Indipendenza, dove nell'epoca romana splendeva di gloria il Forum Aureum, su una base di mura ciclopiche, «...resa veneranda dai fastigi sacri dei Papi e dei porporati, dal dolore dell'avverso destino, dall'ala dei secoli.» (Achille Lauri).
La cattedrale, dedicata a Maria Assunta è a tre navate, a croce latina, di stile semigotico primitivo. Provata, ma meno delle altre chiese cittadine, dal tremendo terremoto del 13 gennaio 1915, nulla poté dinanzi all'incendio che la distrusse completamente esattamente un anno dopo, la notte tra il 12 e 13 gennaio 1916: rimasero in piedi solo le mura massicce, di pietra squadrata.

## Storia
Nel 1229 Sora venne distrutta dall'imperatore Federico II, come narra Riccardo da San Germano nella sua Cronaca e fu completamente incendiata e rasa al suolo. Ma l'imperatore, morto 29 anni dopo, ordinò nel suo testamento, forse avvolto dai rimorsi, che venisse riedificata a spese del reale erario, la cattedrale di Sora, che ritornò al culto nel 1305. Nel 1642 il vescovo Felice Tamburelli fece costruire il bellissimo soffitto a cassettoni con rosoni dorati ad oro zecchino e nel mezzo di esso fece situare una tela l'Assunta di Taddeo Zuccari, pittore del Rinascimento: sia il soffitto che la pregiata tela andarono perduti nella notte del 13 gennaio 1915.
Secondo la tradizione, la cattedrale occupa il posto dove vennero martirizzati Serapione e Lentulo, carnefici di Santa Restituta, sulla riva del Carnarium (Carnello, quartiere di Sora), convertiti alla religione cristiana dai miracoli della santa, decapitata da loro stessi per ordine del preside Agazio.